# Harvey (cràter)
Harvey és un cràter d'impacte que es troba a la cara oculta de la Lluna, sobre la vora oriental del cràter molt més gran Mach; les rampes exteriors de Harvey s'estenen sobre el fons de Mach. A certa distància al nord de Harvey es troba el cràter Joule, i a una distància similar a l'est-sud-est es localitza Kekulé.
La vora de Harvey està lleument erosionat, amb un petit cràter localitzat a la part occidental del sòl interior. Presenta un pic central sota en el seu punt mig. El material del sistema de marques radials de Joule T al nord creua gairebé per complet el fons de Harvey, travessant el seu centre cap al costat occidental.